# Unie van Landarbeiders van Korea
De Unie van Landarbeiders van Korea (Koreaans: 조선농업근로자동맹) is een beroepsorganisatie voor werkers in de landbouwsector in Noord-Korea (officieel de Democratische Volksrepubliek Korea) en werd op 31 januari 1946 opgericht onder de naam Boerenunie van Noord-Korea. In 1951 werd de naam Boeren Vakvereniging aangenomen. Op 25 maart 1965 werd ten slotte de huidige naam aangenomen.
In 1965 werd besloten de Unie van Landbouwers te hervormen in lijn met de Stellingen met betrekking tot de socialistische agrarische vraagstukken van ons land van leider Kim Il-sung. Een revolutie in drievoud werd afgekondigd: de werknemers in de landbouwsector moesten (1) ideologisch gevormd worden, (2) technologisch worden opgeleid en (3) er moest een cultuuromslag plaatsvinden. In feite moest de traditionele wijze van landbouw plaatsmaken voor een rationele, hoogproductieve vorm van landbouw met maximale opbrengst. Mechanisatie van de landbouw (gebruik van moderne landbouwmachines) speelde daarbij een belangrijke rol, evenals het gebruik van kunstmest en chemische bestrijdingsmiddelen. De leiding van de Unie van Landarbeiders werd geacht te zorgen voor de nodige scholing. Sinds de jaren zestig wordt steeds meer ingezet op een zelfvoorzienende landbouw. Door voedseltekorten als gevolg van natuurrampen in de jaren negentig van de vorige eeuw, wordt er door de overheid steeds meer geïnvesteerd in zelfvoorziening.
Naast landbouweducatie houdt de Unie van Landbouwers zich bezig met ideologische scholing. Samen met de Kimilsungistische-Kimjongilistische Jeugdliga, de Socialistische Vrouwenunie van Korea en de Algemene Federatie van Vakverenigingen van Korea behoort de Unie van Landarbeiders tot de vier belangrijkste massaorganisaties in Noord-Korea die zijn aangesloten bij het Democratisch Front voor de Hereniging van het Vaderland. Ongeveer 1,6 miljoen mensen die werkzaam zijn in de landbouwsector zijn aangesloten bij de Unie van Landarbeiders.
Het bestuur wordt gevormd door een centraal comité, geleid door Kim Chang-yop. De Unie van Landarbeiders staat onder directe leiding van het partijbestuur van de Koreaanse Arbeiderspartij.